# Ocell de tempesta de les Galápagos
L'ocell de tempesta de les Galápagos (Hydrobates tethys) és un ocell marí de la família dels hidrobàtids (Hydrobatidae), d'hàbits pelàgics que cria a caus a les illes Galápagos i altres properes a la costa del Perú, i es dispersa pel Pacífic oriental des d'Amèrica Central fins a Xile. Antigament es definia en el gènere Oceanodroma abans que aquest gènere fos sinònim amb Hydrobates.